# 乾いた唄は魚の餌にちょうどいい
『乾いた唄は魚の餌にちょうどいい』（かわいたうたはさかなのえさにちょうどいい）は、森山直太朗の1枚目のミニ・アルバム。直太朗名義を含めると通算2枚目のミニ・アルバム。
2002年10月2日発売。発売元はユニバーサルミュージック。メジャーデビュー作品。

## 収録内容
| 全編曲: 中村タイチ。 |                           |                       |            |       |
| #                    | タイトル                  | 作詞                  | 作曲       | 時間  |
| 1.                   | 「レスター」              | 森山直太朗 & 御徒町凧 | 森山直太朗 | 5:14  |
| 2.                   | 「今日の日はさようなら」  | KAI'N                 | 殷水       | 4:55  |
| 3.                   | 「トニー マイ・フレンド」 | 森山直太朗 & 御徒町凧 | 森山直太朗 | 5:44  |
| 4.                   | 「いつかさらばさ」        | 森山直太朗 & 御徒町凧 | 森山直太朗 | 5:23  |
| 5.                   | 「さくら」                | 森山直太朗 & 御徒町凧 | 森山直太朗 | 4:28  |
| 6.                   | 「陽は西から昇る」        | 森山直太朗 & 御徒町凧 | 森山直太朗 | 4:54  |
| 合計時間:            | 合計時間:                 | 合計時間:             | 合計時間:  | 30:38 |